# METRORail
O Metro de Houston, conhecido como "METRORail", é um sistema de metropolitano ligeiro (de superficie), que serve a cidade de Houston, nos Estados Unidos da América.

## Tráfego de Passageiros
O sistema transporta aproximadamente 39.500 passageiros por dia.
O Metrô de Houston é na verdade um VLT de proproções maiores da empresa alemã Siemens.

## Lista de Estações
- UH–Downtown
- Preston
- Main Street Square
- Bell
- Downtown Transit Center
- McGowen
- Ensemble/HCC
- Wheeler
- Museum District
- Hermann Park/Rice U
- Memorial Hermann Hospital/Houston Zoo
- Dryden/TMC
- TMC Transit Center
- Smith Lands
- Reliant Park
- Fannin South